# Palaemon capensis
Palaemon capensis is een garnalensoort uit de familie van de Palaemonidae. De wetenschappelijke naam van de soort is voor het eerst geldig gepubliceerd in 1897 door De Man in Weber.